# Linghed östra
Linghed östra är en bebyggelse nordost om tätorten Linghed i Svärdsjö socken i Falu kommun. Från 1990 till 2015 klassade SCB området som en del av tätorten Linghed. Vid avgränsningen 2015 avgränsade SCB här en småort. Vid avgränsningen 2020 klassades bebyggelsen som en del av tätorten Enviken